# Medal 100-lecia Odzyskania Niepodległości
Medal 100-lecia Odzyskania Niepodległości – polska odznaka okolicznościowa ustanowiona uchwałą Rady Ministrów z dnia 8 maja 2018 r. dla uczczenia 100-lecia Odzyskania Niepodległości oraz na pamiątkę odrodzenia Państwa Polskiego.

## Nadawanie
Odznakę nadaje Prezes Rady Ministrów lub osoba przez niego upoważniona.

## Wygląd
Odznakę stanowi metalowy, posrebrzany medal w kształcie prostokąta o wymiarach 80 mm na 80 mm, mający na stronie przedniej (awersie) wizerunek orła białego w koronie na głowie zwróconej w prawo, z rozwiniętymi skrzydłami, z dziobem i szponami, wokół którego umieszczone zostały wizerunki Wojciecha Korfantego, Ignacego Jana Paderewskiego, Wincentego Witosa, Józefa Piłsudskiego, Romana Dmowskiego, Ignacego Daszyńskiego oraz Józefa Hallera, a w dolnej, lewej części napis: 100-LECIE ODZYSKANIA NIEPODLEGŁOŚCI. Na stronie odwrotnej (rewersie) w górnej części znajduje się cytat z kazania „O miłości Ojczyzny” autorstwa ormiańskokatolickiego arcybiskupa Lwowa Józefa Teodorowicza: TO, CO ZDOŁAŁY POKOLENIA TAMTE, DLACZEGO BYŚCIE TEMU NIE MOGLI PODOŁAĆ I WY?, a w dolnej części wizerunek Legionów Polskich.